# Jean Grégoire
Jean Grégoire (Valence, 27 luglio 1922 – 14 settembre 2013) è stato un calciatore e allenatore di calcio francese, di ruolo difensore.

## Carriera

### Club
Durante la sua carriera ha indossato le divise di Stade Français, Red Star, Angers SCO e Rouen.

### Nazionale
Esordisce in Nazionale il 3 maggio del 1947 contro l'Inghilterra (3-0). Il 27 maggio del 1950 disputa il suo decimo ed ultimo incontro giocando contro la Scozia (0-1).